# 小行星6529
小行星6529（英語：6529 Rhoads）是一颗围绕太阳公转的小行星。1993年12月14日，帕洛马山在帕洛马山发现了此天体。
这颗小行星的绝对星等为266.99350等。